# Numérotation de Sosa-Stradonitz
Pour les articles homonymes, voir Sosa.

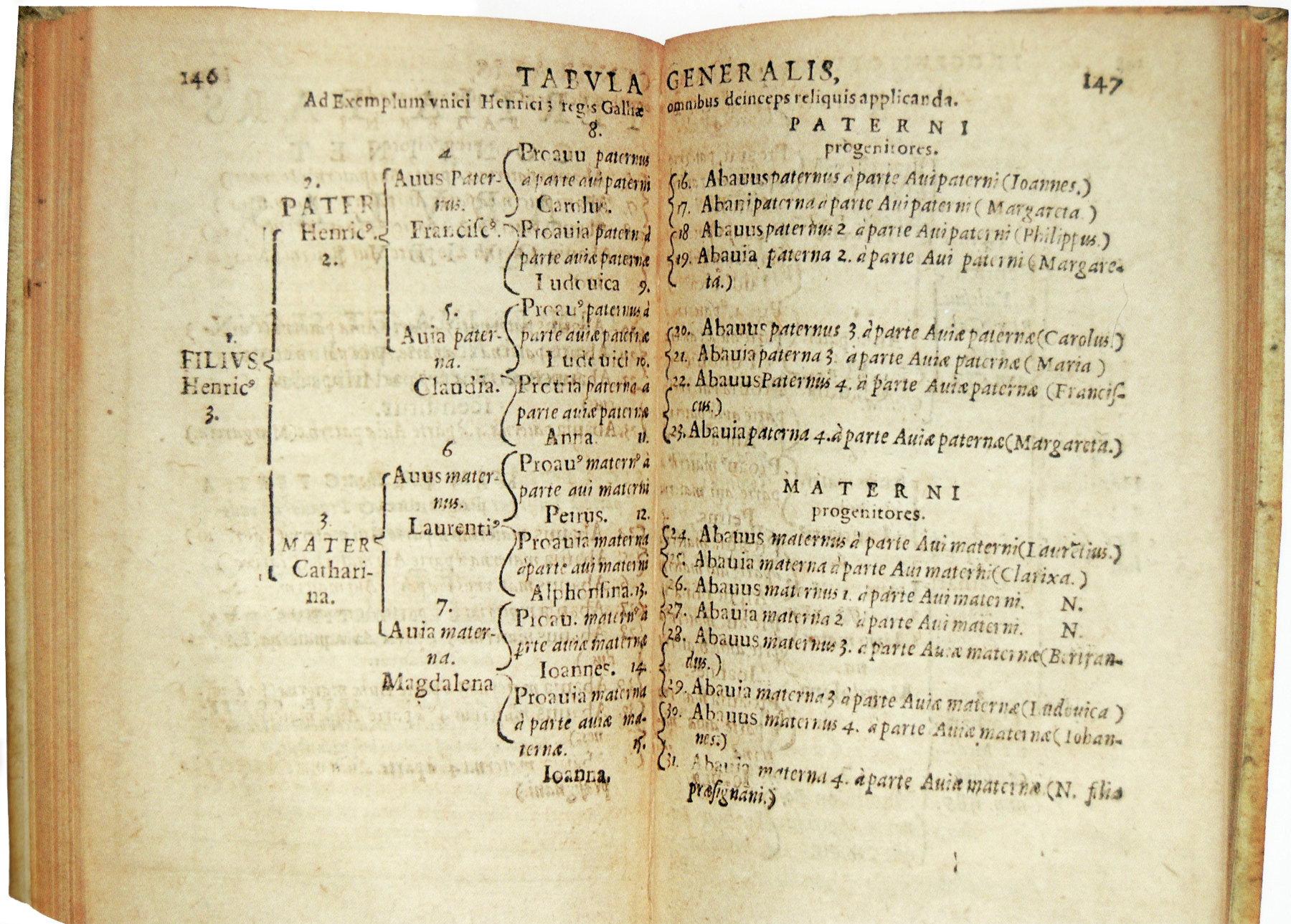
Arbre généalogique publié par Michel Eyzinger dans Thesaurus principum hac aetate in Europa viventium à Cologne en 1590, p. 146–147, et mettant en individu racine Henri III. Eyzinger est à l’origine de la numérotation de Sosa-Stradonitz.

La numérotation de Sosa-Stradonitz, est une méthode de numérotation des individus utilisée en généalogie permettant d’identifier par un numéro unique chaque ancêtre dans une généalogie ascendante.
Certains textes qui l'utilisent la nomment
numérotation Sosa,
Ahnentafel (allemand: table des ancêtres),
Eyzinger (d'après le nom de Michael von Aitzing) ou
Kekulé (d'après le nom de Stephan Kekulé von Stradonitz).

## Histoire
Elle fut mise au point par le franciscain et généalogiste Jérôme de Sosa en 1676 dans son ouvrage Noticia de la gran casa de los marqueses de Villafranca, reprenant en cela la méthode publiée à Cologne en 1590 par Michel Eyzinger qui avait déjà utilisé ce système de numérotation.
Cette méthode fut reprise en 1898 par Stephan Kekulé von Stradonitz. Ce généalogiste, fils du chimiste renommé Friedrich Kekulé von Stradonitz, popularise la méthode dans son Ahnentafel-Atlas. Ahnentafeln zu 32 Ahnen der Regenten Europas und ihrer Gemahlinnen, contenant 79 tableaux d’ascendance de souverains européens et de leurs conjoints.
Cette numérotation est aujourd’hui universellement reconnue par les généalogistes et la majorité des logiciels de généalogie est compatible. Par extension, les généalogistes parlent de lignée ou de branche Sosa et d’individus Sosa à propos d’individus portant cette numérotation et donc ascendants directs de l’individu racine étudié.

## Principe
Le principe de la numérotation est d’attribuer le numéro 1 à l’individu racine (le sujet sur lequel on établit l’ascendance, appelé « de cujus » ou « probant » au Québec) puis le numéro deux à son père et trois à sa mère. Chaque homme a un numéro double de celui de son enfant et donc pair et chaque femme un numéro double de celui de son enfant plus un, soit un numéro impair.
Par exemple si un individu porte le numéro 15, on sait que c’est une femme, que son père sera identifié par le numéro 30 (15 × 2), sa mère par le 31 (15 × 2 + 1), et qu’elle-même est la mère de 7 ((15 − 1) / 2). En appliquant le même principe, 7 est la mère de 3 qui est la mère de 1 (l’individu racine).
Les logiciels de généalogie permettent de changer l’individu racine et d’effectuer une renumérotation des individus Sosa.
Chaque degré d’ascendance a un effectif théorique correspondant à la puissance de 2 qui est celle du degré. En même temps, le plus petit numéro d’ascendance de ce degré est le même que l’effectif théorique du degré. Ainsi, au degré des trisaïeuls, dont l’effectif théorique est de 16 (24), le plus petit numéro d’ascendance est 16, celui du grand-père paternel du grand-père paternel du sujet.
| Sujet (degré « zéro »)     | Parents Premier degré      | Aïeuls Deuxième degré      | Bisaïeuls Troisième degré  | Trisaïeuls Quatrième degré  | Quadrisaïeuls Cinquième degré |
| -------------------------- | -------------------------- | -------------------------- | -------------------------- | --------------------------- | ----------------------------- |
| effectif du degré : 1 = 20 | effectif du degré : 2 = 21 | effectif du degré : 4 = 22 | effectif du degré : 8 = 23 | effectif du degré : 16 = 24 | effectif du degré : 32 = 25   |
| 1 : sujet                  | 2 : père de 1              | 4 : père de 2              | 8 : père de 4              | 16 : père de 8              | 32 : père de 16               |
| 1 : sujet                  | 2 : père de 1              | 4 : père de 2              | 8 : père de 4              | 16 : père de 8              | 33 : mère de 16               |
| 1 : sujet                  | 2 : père de 1              | 4 : père de 2              | 8 : père de 4              | 17 : mère de 8              | 34 : père de 17               |
| 1 : sujet                  | 2 : père de 1              | 4 : père de 2              | 8 : père de 4              | 17 : mère de 8              | 35 : mère de 17               |
| 1 : sujet                  | 2 : père de 1              | 4 : père de 2              | 9 : mère de 4              | 18 : père de 9              | 36 : père de 18               |
| 1 : sujet                  | 2 : père de 1              | 4 : père de 2              | 9 : mère de 4              | 18 : père de 9              | 37 : mère de 18               |
| 1 : sujet                  | 2 : père de 1              | 4 : père de 2              | 9 : mère de 4              | 19 : mère de 9              | 38 : père de 19               |
| 1 : sujet                  | 2 : père de 1              | 4 : père de 2              | 9 : mère de 4              | 19 : mère de 9              | 39 : mère de 19               |
| 1 : sujet                  | 2 : père de 1              | 5 : mère de 2              | 10 : père de 5             | 20 : père de 10             | 40 : père de 20               |
| 1 : sujet                  | 2 : père de 1              | 5 : mère de 2              | 10 : père de 5             | 20 : père de 10             | 41 : mère de 20               |
| 1 : sujet                  | 2 : père de 1              | 5 : mère de 2              | 10 : père de 5             | 21 : mère de 10             | 42 : père de 21               |
| 1 : sujet                  | 2 : père de 1              | 5 : mère de 2              | 10 : père de 5             | 21 : mère de 10             | 43 : mère de 21               |
| 1 : sujet                  | 2 : père de 1              | 5 : mère de 2              | 11 : mère de 5             | 22 : père de 11             | 44 : père de 22               |
| 1 : sujet                  | 2 : père de 1              | 5 : mère de 2              | 11 : mère de 5             | 22 : père de 11             | 45 : mère de 22               |
| 1 : sujet                  | 2 : père de 1              | 5 : mère de 2              | 11 : mère de 5             | 23 : mère de 11             | 46 : père de 23               |
| 1 : sujet                  | 2 : père de 1              | 5 : mère de 2              | 11 : mère de 5             | 23 : mère de 11             | 47 : mère de 23               |
| 1 : sujet                  | 3 : mère de 1              | 6 : père de 3              | 12 : père de 6             | 24 : père de 12             | 48 : père de 24               |
| 1 : sujet                  | 3 : mère de 1              | 6 : père de 3              | 12 : père de 6             | 24 : père de 12             | 49 : mère de 24               |
| 1 : sujet                  | 3 : mère de 1              | 6 : père de 3              | 12 : père de 6             | 25 : mère de 12             | 50 : père de 25               |
| 1 : sujet                  | 3 : mère de 1              | 6 : père de 3              | 12 : père de 6             | 25 : mère de 12             | 51 : mère de 25               |
| 1 : sujet                  | 3 : mère de 1              | 6 : père de 3              | 13 : mère de 6             | 26 : père de 13             | 52 : père de 26               |
| 1 : sujet                  | 3 : mère de 1              | 6 : père de 3              | 13 : mère de 6             | 26 : père de 13             | 53 : mère de 26               |
| 1 : sujet                  | 3 : mère de 1              | 6 : père de 3              | 13 : mère de 6             | 27 : mère de 13             | 54 : père de 27               |
| 1 : sujet                  | 3 : mère de 1              | 6 : père de 3              | 13 : mère de 6             | 27 : mère de 13             | 55 : mère de 27               |
| 1 : sujet                  | 3 : mère de 1              | 7 : mère de 3              | 14 : père de 7             | 28 : père de 14             | 56 : père de 28               |
| 1 : sujet                  | 3 : mère de 1              | 7 : mère de 3              | 14 : père de 7             | 28 : père de 14             | 57 : mère de 28               |
| 1 : sujet                  | 3 : mère de 1              | 7 : mère de 3              | 14 : père de 7             | 29 : mère de 14             | 58 : père de 29               |
| 1 : sujet                  | 3 : mère de 1              | 7 : mère de 3              | 14 : père de 7             | 29 : mère de 14             | 59 : mère de 29               |
| 1 : sujet                  | 3 : mère de 1              | 7 : mère de 3              | 15 : mère de 7             | 30 : père de 15             | 60 : père de 30               |
| 1 : sujet                  | 3 : mère de 1              | 7 : mère de 3              | 15 : mère de 7             | 30 : père de 15             | 61 : mère de 30               |
| 1 : sujet                  | 3 : mère de 1              | 7 : mère de 3              | 15 : mère de 7             | 31 : mère de 15             | 62 : père de 31               |
| 1 : sujet                  | 3 : mère de 1              | 7 : mère de 3              | 15 : mère de 7             | 31 : mère de 15             | 63 : mère de 31               |

## Caractère abstrait de la numérotation et implexe
En général, à partir d’un certain degré, infiniment variable selon les situations, les tableaux sont incomplets, mais la numérotation permet d’en maintenir la cohérence : les ancêtres non connus ont un numéro prévu, fonction de leur place dans l’arbre d’ascendance.
La numérotation prévoit 2n ascendants au degré n. L’augmentation indéfinie du nombre d’ascendants ne peut se produire : on retrouvera nécessairement les mêmes personnages à plusieurs places différentes si on poursuit l’arbre d’ascendance suffisamment loin. Ce phénomène s’appelle implexe. En cas d’implexe, un même ascendant se voit attribuer plusieurs numéros Sosa, caractérisant chacun une de ses places dans le tableau d’ascendance. Par convention on préfère attribuer à cet ascendant commun le numéro le plus petit parmi ces numéros.

## Règles générales
Pour un de cujus en génération 0, 
- chaque génération n au-dessus de la sienne porte les numéros allant de 2n à 2n+1 -1,
- le nombre d’ascendants (implexes compris) à chaque génération est égal au premier numéro de cette génération, donc 2n
- et le nombre total d’individus du tableau d’ascendance (de cujus et implexes compris) arrêté à la génération n est égal au dernier numéro de cette génération, donc 2n+1 -1. Soit dans l’exemple ci-dessus, de la génération 0 à la génération 5, 63 personnes = 26 - 1.

Une étude plus poussée demande de faire intervenir des notions d’arithmétique :
- Le degré d’ascendance s’obtient en prenant le logarithme de base 2 du numéro d’ascendance (plus exactement sa partie entière)
- Une fois le degré d’ascendance connu, l’écriture du numéro d’ascendance en base 2, effectuée immédiatement par un ordinateur par exemple, donne le détail de la filiation.
- Exemple : numéro d’ascendance 38
  - 38 est compris entre 25=32 et 26=64, soit le 5e degré d’ascendance ;
  - 38 en base 2 donne le nombre binaire 100110, le 1 initial est écarté et on convertit les chiffres restants en remplaçant 0 par père et 1 par mère : l’ancêtre Sosa no 38 du de cujus s’atteint en prenant son père (0), le père de celui-ci (0), la mère de ce dernier (1), la mère de celle-ci (1), et enfin le père de cette dernière (0).

## Numérotations basées sur celle de Sosa-Stradonitz

### Numérotation d'Aboville[5]
La numérotation d'Aboville permet de numéroter les descendants en ajoutant un point suivi de l'ordre de naissance de l'enfant. Par exemple, le 3e enfant de l'individu dont le numéro Sosa est 57 sera numéroté 57.3. En cas d'unions multiples pour un individu, on différencie les enfants issus pour une lettre correspondant à l'ordre d'union, ainsi 57.3b désigne un enfant issu d'une 2e union.

### Numérotation Pélissier[6]
La numérotation Pélissier permet de numéroter les descendants en ajoutant une lettre correspondant à l'ordre de naissance de l'enfant. Cette lettre est en majuscule pour un fils, minuscule pour une fille. Par exemple, le 3e enfant de l'individu dont le numéro Sosa est 57 sera numéroté 57C si c'est un fils, 57c si c'est une fille. En cas d'unions multiples pour un individu, on différencie les enfants issus pour un chiffre correspondant à l'ordre d'union, ainsi 57c2 désigne un enfant issu d'une 2e union.

### Numérotation Beruck[7]
La numérotation Beruck mise en place par Christophe Beruck est un système de numérotation basé sur la numérotation de Sosa-Stradonitz permettant en plus d'identifier tous les individus d'une base de données généalogiques, les ascendants du de cujus comme leurs descendants ainsi que la famille des conjoints et les parrains/marraines. Cette numérotation date des années 2000 et encore peu connue et donc peu exploitée par les généalogistes et les logiciels.[réf. nécessaire]